# Єрітасардакан (станція метро)
40°11′13″ пн. ш. 44°31′16″ сх. д. / 40.18694° пн. ш. 44.52111° сх. д.
Єрітасардака́н (вірм. Երիտասարդական) (Молодіжна) — станція Єреванського метрополітену, відкрита 8 березня 1981 р. Станція розташована між станцією «Маршал Баграмян» та станцією «Анрапетуцян Храпарак». Велика кількість шкіл та університетів у найближчих до станції метро кварталах і дали назву цій станції метрополітену.
Вестибюлі — станція розташована в центрі Єревана, в районі Кентрон (дослівний переклад «Центр») з виходом на вулицю Ісаакяна, до оперного театру та площі Франції. Наземний вестибюль станції дуже оригінальний по архітектурі: це будівля, з якої вгору під нахилом виходить труба, як би продовжує похилий хід ескалатора, засклена на кінці. Піднімаючись по ескалатору, пасажири бачать перед собою сонячне світло і небо.
Конструкція станції — пілонна трисклепінна. Похилий хід має тристрічковий ескалатор.
Оздоблення — пілони незграбної форми, що продовжують обриси склепіння станції, оздоблені світло-сірим мармуром, посередині розділені вертикальними смугами з декоративних металевих вставок, що йдуть зверху вниз (у пілони вбудовані вентиляційні витяжки).
У протилежному глухому торці розміщено декоративне панно.